# Galium songaricum
Galium songaricum är en måreväxtart som beskrevs av Alexander Gustav von Schrenk. Galium songaricum ingår i släktet måror, och familjen måreväxter. Inga underarter finns listade i Catalogue of Life.